# Tour de France Femmes 2022
Tour de France Femmes 2022 (officielt Tour de France Femmes avec Zwift) var den 1. udgave af det franske etapeløb Tour de France Femmes. Det var 1032,7 km langt og blev afviklet over otte etaper i det nordøstlige Frankrig fra 24. til 31. juli 2022. Der var start ved Eiffeltårnet i Paris, og sidste etape havde mål på La Planche des Belles Filles. Løbet var en del af UCI Women's World Tour 2022. Det var første gang at kvinderne fik en version af Tour de France siden 1989. Fra 2014 til 2021 blev der kørt éndagsløbet La course by Le Tour de France.
Løbets første etape blev kørt samme dag som sidste etape af Tour de France 2022. Der skulle køres 12 omgange på Avenue des Champs-Élysées, efter at etapen var startet ved foden af Eiffeltårnet.

## Etaperne
| Etape    | Dato     | Start – Mål                                   | type          | Afstand (km) | Elevation (m) | Etapevinder           | Førende rytter       |
| -------- | -------- | --------------------------------------------- | ------------- | ------------ | ------------- | --------------------- | -------------------- |
| 1. etape | 24. jul. | Paris - Eiffeltårnet – Paris - Champs-Élysées | flad etape    | 81,6         | 310 m         | Lorena Wiebes         | Lorena Wiebes        |
| 2. etape | 25. jul. | Meaux – Provins                               | flad etape    | 136,4        | 813 m         | Marianne Vos          | Marianne Vos         |
| 3. etape | 26. jul. | Reims – Épernay                               | kuperet etape | 133,6        | 1.418 m       | Cecilie Uttrup Ludwig | Marianne Vos         |
| 4. etape | 27. jul. | Troyes – Bar-sur-Aube                         | kuperet etape | 126,8        | 1.415 m       | Marlen Reusser        | Marianne Vos         |
| 5. etape | 28. jul. | Bar-le-Duc – Saint-Dié-des-Vosges             | flad etape    | 175,6        | 1.572 m       | Lorena Wiebes         | Marianne Vos         |
| 6. etape | 29. jul. | Saint-Dié-des-Vosges – Rosheim                | kuperet etape | 129,2        | 1.673 m       | Marianne Vos          | Marianne Vos         |
| 7. etape | 30. jul. | Sélestat – Le Markstein                       | bjergetape    | 127,1        | 2.881 m       | Annemiek van Vleuten  | Annemiek van Vleuten |
| 8. etape | 31. jul. | Lure – Planche des Belles Filles              | bjergetape    | 123,3        | 2.464 m       | Annemiek van Vleuten  | Annemiek van Vleuten |

## Trøjernes fordeling gennem løbet
| Etape    |               | Vinder _              | Samlede stilling     | Pointtrøje    | Bjergtrøje     | Ungdomstrøje       | Mest angrebsivrige   | Holdkonkurrence    |
| -------- | ------------- | --------------------- | -------------------- | ------------- | -------------- | ------------------ | -------------------- | ------------------ |
| 1. etape | flad etape    | Lorena Wiebes         | Lorena Wiebes        | Lorena Wiebes | Femke Markus   | Maike van der Duin | Gladys Verhulst      | Canyon-SRAM Racing |
| 2. etape | flad etape    | Marianne Vos          | Marianne Vos         | Marianne Vos  | Femke Markus   | Maike van der Duin | Maike van der Duin   | Canyon-SRAM Racing |
| 3. etape | kuperet etape | Cecilie Uttrup Ludwig | Marianne Vos         | Marianne Vos  | Femke Gerritse | Julie de Wilde     | Alena Amjaljusik     | Canyon-SRAM Racing |
| 4. etape | kuperet etape | Marlen Reusser        | Marianne Vos         | Marianne Vos  | Femke Gerritse | Julie de Wilde     | Marlen Reusser       | SD Worx            |
| 5. etape | flad etape    | Lorena Wiebes         | Marianne Vos         | Marianne Vos  | Femke Gerritse | Julie de Wilde     | Victoire Berteau     | SD Worx            |
| 6. etape | kuperet etape | Marianne Vos          | Marianne Vos         | Marianne Vos  | Femke Gerritse | Julia Borgström    | Marie Le Net         | SD Worx            |
| 7. etape | bjergetape    | Annemiek van Vleuten  | Annemiek van Vleuten | Marianne Vos  | Demi Vollering | Shirin van Anrooij | Annemiek van Vleuten | Canyon-SRAM Racing |
| 8. etape | bjergetape    | Annemiek van Vleuten  | Annemiek van Vleuten | Marianne Vos  | Demi Vollering | Shirin van Anrooij | Mavi García          | Canyon-SRAM Racing |
| Samlet   | Samlet        |                       | Annemiek van Vleuten | Marianne Vos  | Demi Vollering | Shirin van Anrooij | Marianne Vos         | Canyon-SRAM Racing |

## Resultater

### Samlede stilling
| \| Samlede stilling \| Samlede stilling \| Samlede stilling \| Samlede stilling \| Samlede stilling \| \| Rytter \| Rytter \| Hold \| Tid \| \| \| ---------------- \| ------------------------- \| ----------------------------- \| ---------------- \| ---------------- \| \| 1. \| Annemiek van Vleuten \| Movistar Team \| 26t 55' 44" \| \| \| 2. \| Demi Vollering \| SD Worx \| + 3' 48" \| \| \| 3. \| Katarzyna Niewiadoma \| Canyon-SRAM Racing \| + 6' 35" \| \| \| 4. \| Juliette Labous \| Team DSM \| + 7' 28" \| \| \| 5. \| Silvia Persico \| Valcar-Travel & Service \| + 8' 00" \| \| \| 6. \| Elisa Longo Borghini \| Trek-Segafredo \| + 8' 26" \| \| \| 7. \| Cecilie Uttrup Ludwig \| FDJ-Suez-Futuroscope \| + 8' 59" \| \| \| 8. \| Évita Muzic \| FDJ-Suez-Futuroscope \| + 13' 54" \| \| \| 9. \| Veronica Ewers \| EF Education-TIBCO-SVB \| + 15' 05" \| \| \| 10. \| Mavi García \| UAE Team ADQ \| + 15' 15" \| \| \| 11. \| Elise Chabbey \| Canyon-SRAM Racing \| + 16' 44" \| \| \| 12. \| Riejanne Markus \| Team Jumbo-Visma \| + 18' 27" \| \| \| 13. \| Yara Kastelijn \| Plantur-Pura \| + 19' 53" \| \| \| 14. \| Shirin van Anrooij \| Trek-Segafredo \| + 25' 50" \| \| \| 15. \| Tamara Dronova-Balabolina \| Roland Cogeas-Edelweiss Squad \| + 28' 51" \| \| \| 16. \| Liane Lippert \| Team DSM \| + 29' 49" \| \| \| 17. \| Mie Bjørndal Ottestad \| Uno-X Pro Cycling Team \| + 29' 50" \| \| \| 18. \| Erica Magnaldi \| UAE Team ADQ \| + 30' 15" \| \| \| 19. \| Alena Amjaljusik \| Canyon-SRAM Racing \| + 30' 51" \| \| \| 20. \| Grace Brown \| FDJ-Suez-Futuroscope \| + 31' 01" \| \| \| 21. \| Mischa Bredewold \| Parkhotel Valkenburg \| + 31' 31" \| \| \| 22. \| Pauliena Rooijakkers \| Canyon-SRAM Racing \| + 35' 08" \| \| \| 23. \| Paula Patiño \| Movistar Team \| + 35' 19" \| \| \| 24. \| Coralie Demay \| St Michel-Auber 93 \| + 35' 31" \| \| \| 25. \| Nina Buysman \| Human Powered Health \| + 36' 00" \| \| |                           |                               |             |
| |                           |                               |             |
| Kilde: ProCyclingStats |                           |                               |             |
| Samlede stilling |                           |                               |             |
| Rytter | Rytter                    | Hold                          | Tid         |
| 1. | Annemiek van Vleuten      | Movistar Team                 | 26t 55' 44" |
| 2. | Demi Vollering            | SD Worx                       | + 3' 48"    |
| 3. | Katarzyna Niewiadoma      | Canyon-SRAM Racing            | + 6' 35"    |
| 4. | Juliette Labous           | Team DSM                      | + 7' 28"    |
| 5. | Silvia Persico            | Valcar-Travel & Service       | + 8' 00"    |
| 6. | Elisa Longo Borghini      | Trek-Segafredo                | + 8' 26"    |
| 7. | Cecilie Uttrup Ludwig     | FDJ-Suez-Futuroscope          | + 8' 59"    |
| 8. | Évita Muzic               | FDJ-Suez-Futuroscope          | + 13' 54"   |
| 9. | Veronica Ewers            | EF Education-TIBCO-SVB        | + 15' 05"   |
| 10. | Mavi García               | UAE Team ADQ                  | + 15' 15"   |
| 11. | Elise Chabbey             | Canyon-SRAM Racing            | + 16' 44"   |
| 12. | Riejanne Markus           | Team Jumbo-Visma              | + 18' 27"   |
| 13. | Yara Kastelijn            | Plantur-Pura                  | + 19' 53"   |
| 14. | Shirin van Anrooij        | Trek-Segafredo                | + 25' 50"   |
| 15. | Tamara Dronova-Balabolina | Roland Cogeas-Edelweiss Squad | + 28' 51"   |
| 16. | Liane Lippert             | Team DSM                      | + 29' 49"   |
| 17. | Mie Bjørndal Ottestad     | Uno-X Pro Cycling Team        | + 29' 50"   |
| 18. | Erica Magnaldi            | UAE Team ADQ                  | + 30' 15"   |
| 19. | Alena Amjaljusik          | Canyon-SRAM Racing            | + 30' 51"   |
| 20. | Grace Brown               | FDJ-Suez-Futuroscope          | + 31' 01"   |
| 21. | Mischa Bredewold          | Parkhotel Valkenburg          | + 31' 31"   |
| 22. | Pauliena Rooijakkers      | Canyon-SRAM Racing            | + 35' 08"   |
| 23. | Paula Patiño              | Movistar Team                 | + 35' 19"   |
| 24. | Coralie Demay             | St Michel-Auber 93            | + 35' 31"   |
| 25. | Nina Buysman              | Human Powered Health          | + 36' 00"   |

### Pointkonkurrencen
| Pointkonkurrence | Pointkonkurrence          | Pointkonkurrence          | Pointkonkurrence | Pointkonkurrence |
| Rytter           | Rytter                    | Hold                      | Point            |                  |
| ---------------- | ------------------------- | ------------------------- | ---------------- | ---------------- |
| 1.               | Marianne Vos              | Team Jumbo-Visma          | 272 point        |                  |
| 2.               | Lotte Kopecky             | SD Worx                   | 174 point        |                  |
| 3.               | Maria Giulia Confalonieri | Ceratizit-WNT Pro Cycling | 127 point        |                  |
| 4.               | Silvia Persico            | Valcar-Travel & Service   | 106 point        |                  |
| 5.               | Demi Vollering            | SD Worx                   | 104 point        |                  |
| 6.               | Elisa Longo Borghini      | Trek-Segafredo            | 104 point        |                  |
| 7.               | Katarzyna Niewiadoma      | Canyon-SRAM Racing        | 97 point         |                  |
| 8.               | Elisa Balsamo             | Trek-Segafredo            | 85 point         |                  |
| 9.               | Cecilie Uttrup Ludwig     | FDJ-Suez-Futuroscope      | 77 point         |                  |
| 10.              | Maike van der Duin        | Le Col-Wahoo              | 76 point         |                  |

### Bjergkonkurrencen
| Bjergkonkurrence | Bjergkonkurrence     | Bjergkonkurrence        | Bjergkonkurrence | Bjergkonkurrence |
| Rytter           | Rytter               | Hold                    | Point            |                  |
| ---------------- | -------------------- | ----------------------- | ---------------- | ---------------- |
| 1.               | Demi Vollering       | SD Worx                 | 42 point         |                  |
| 2.               | Annemiek van Vleuten | Movistar Team           | 38 point         |                  |
| 3.               | Katarzyna Niewiadoma | Canyon-SRAM Racing      | 15 point         |                  |
| 4.               | Elisa Longo Borghini | Trek-Segafredo          | 14 point         |                  |
| 5.               | Mavi García          | UAE Team ADQ            | 11 point         |                  |
| 6.               | Pauliena Rooijakkers | Canyon-SRAM Racing      | 11 point         |                  |
| 7.               | Grace Brown          | FDJ-Suez-Futuroscope    | 10 point         |                  |
| 8.               | Femke Gerritse       | Parkhotel Valkenburg    | 9 point          |                  |
| 9.               | Silvia Persico       | Valcar-Travel & Service | 8 point          |                  |
| 10.              | Juliette Labous      | Team DSM                | 6 point          |                  |

### Ungdomskonkurrencen
| Ungdomskonkurrence | Ungdomskonkurrence   | Ungdomskonkurrence     | Ungdomskonkurrence | Ungdomskonkurrence |
| Rytter             | Rytter               | Hold                   | Tid                |                    |
| ------------------ | -------------------- | ---------------------- | ------------------ | ------------------ |
| 1.                 | Shirin van Anrooij   | Trek-Segafredo         | 27t 21' 34"        |                    |
| 2.                 | Mischa Bredewold     | Parkhotel Valkenburg   | + 5' 41"           |                    |
| 3.                 | Julia Borgström      | AG Insurance NXTG      | + 16' 43"          |                    |
| 4.                 | Vittoria Guazzini    | FDJ-Suez-Futuroscope   | + 23' 48"          |                    |
| 5.                 | Marie Le Net         | FDJ-Suez-Futuroscope   | + 27' 35"          |                    |
| 6.                 | Julie de Wilde       | Plantur-Pura           | + 28' 14"          |                    |
| 7.                 | Georgi Pfeiffer      | Team DSM               | + 31' 54"          |                    |
| 8.                 | Henrietta Christie   | Human Powered Health   | + 35' 14"          |                    |
| 9.                 | Magdeleine Vallieres | EF Education-TIBCO-SVB | + 38' 29"          |                    |
| 10.                | Victoire Berteau     | Cofidis                | + 38' 54"          |                    |

### Holdkonkurrencen
| Holdkonkurrence | Holdkonkurrence         | Holdkonkurrence | Holdkonkurrence |
| Hold            | Hold                    | Tid             |                 |
| --------------- | ----------------------- | --------------- | --------------- |
| 1.              | Canyon-SRAM Racing      | 81t 27' 09"     |                 |
| 2.              | FDJ-Suez                | + 14' 19"       |                 |
| 3.              | Trek-Segafredo          | + 24' 34"       |                 |
| 4.              | SD Worx                 | + 32' 09"       |                 |
| 5.              | Movistar Team           | + 33' 24"       |                 |
| 6.              | Team BikeExchange-Jayco | + 52' 32"       |                 |
| 7.              | Team DSM                | + 54' 59"       |                 |
| 8.              | Team Jumbo-Visma        | + 58' 00"       |                 |
| 9.              | UAE Team ADQ            | + 1t 00' 59"    |                 |
| 10.             | EF Education-TIBCO-SVB  | + 1t 15' 37"    |                 |

## Hold og ryttere
| translation for headoftableIII_translate index 58 not found (14)- Canyon-SRAM Racing - EF Education-TIBCO-SVB - FDJ-Suez - Human Powered Health - Liv Racing Xstra - Movistar Team - Roland Cogeas-Edelweiss Squad - Team BikeExchange-Jayco - Team DSM - Team Jumbo-Visma - SD Worx - Trek-Segafredo - UAE Team ADQ - Uno-X Pro Cycling Team UCI Women's Kontinentalhold (10)- Ceratizit-WNT Pro Cycling - Parkhotel Valkenburg - Valcar-Travel & Service - AG Insurance NXTG - Arkéa Pro Cycling Team - Cofidis - Le col-Wahoo - Plantur-Pura - Stade Rochelais Charente-Maritime - St Michel-Auber 93 |
| |

### Danske ryttere
| Danske ryttere på startlisten |                       |                        |           |
| Rygnummer                     | Rytter                | Hold                   | Placering |
| 14                            | Emma Norsgaard        | Movistar Team          | DNF–5     |
| 31                            | Cecilie Uttrup Ludwig | FDJ-Suez-Futuroscope   | 7         |
| 193                           | Julie Leth            | Uno-X Pro Cycling Team | 81        |

* DNF = gennemførte ikke

### Startliste
| Trek-Segafredo TFS | Trek-Segafredo TFS                   | Trek-Segafredo TFS |
| ------------------ | ------------------------------------ | ------------------ |
| Nr.                | Rytter                               | Placering          |
| 1                  | Elisa Balsamo (ITA) (landevej)       | 37.                |
| 2                  | Elisa Longo Borghini (ITA)           | 6.                 |
| 3                  | Audrey Cordon-Ragot (FRA) (landevej) | 78.                |
| 4                  | Leah Thomas (USA)                    | 53.                |
| 5                  | Shirin van Anrooij (NED)             | 14.                |
| 6                  | Ellen van Dijk (NED) (landevej)      | 30.                |

| Movistar Team MOV | Movistar Team MOV          | Movistar Team MOV |
| ----------------- | -------------------------- | ----------------- |
| Nr.               | Rytter                     | Placering         |
| 11                | Annemiek van Vleuten (NED) | 1.                |
| 12                | Aude Biannic (FRA)         | 94.               |
| 13                | Sheyla Gutiérrez (ESP)     | 96.               |
| 14                | Emma Norsgaard (DEN)       | DNF-5             |
| 15                | Paula Patiño (COL)         | 23.               |
| 16                | Arlenis Sierra (CUB)       | 27.               |

| SD Worx SDW | SD Worx SDW                        | SD Worx SDW |
| ----------- | ---------------------------------- | ----------- |
| Nr.         | Rytter                             | Placering   |
| 21          | Demi Vollering (NED)               | 2.          |
| 22          | Lotte Kopecky (BEL)                | 38.         |
| 23          | Christine Majerus (LUX) (landevej) | 72.         |
| 24          | Ashleigh Moolman-Pasio (RSA)       | DNF-8       |
| 25          | Marlen Reusser (SUI)               | DNF-7       |
| 26          | Chantal van den Broek-Blaak (NED)  | 49.         |

| FDJ-Suez-Futuroscope FSF | FDJ-Suez-Futuroscope FSF               | FDJ-Suez-Futuroscope FSF |
| ------------------------ | -------------------------------------- | ------------------------ |
| Nr.                      | Rytter                                 | Placering                |
| 31                       | Cecilie Uttrup Ludwig (DEN) (landevej) | 7.                       |
| 32                       | Grace Brown (AUS)                      | 20.                      |
| 33                       | Marta Cavalli (ITA)                    | DNF-2                    |
| 34                       | Vittoria Guazzini (ITA)                | 39.                      |
| 35                       | Marie Le Net (FRA)                     | 43.                      |
| 36                       | Évita Muzic (FRA)                      | 8.                       |

| Team Jumbo-Visma TJV | Team Jumbo-Visma TJV             | Team Jumbo-Visma TJV |
| -------------------- | -------------------------------- | -------------------- |
| Nr.                  | Rytter                           | Placering            |
| 41                   | Marianne Vos (NED)               | 26.                  |
| 42                   | Anna Henderson (GBR)             | DNF-8                |
| 43                   | Riejanne Markus (NED) (landevej) |                      |
| 44                   | Romy Kasper (GER)                | 12.                  |
| 45                   | Noemi Rüegg (SUI)                | 105.                 |
| 46                   | Karlijn Swinkels (NED)           | 33.                  |

| Team DSM DSM | Team DSM DSM                   | Team DSM DSM |
| ------------ | ------------------------------ | ------------ |
| Nr.          | Rytter                         | Placering    |
| 51           | Juliette Labous (FRA)          | 4.           |
| 52           | Georgi Pfeiffer (GBR)          | 50.          |
| 53           | Franziska Koch (GER)           | HD-7         |
| 54           | Charlotte Kool (NED)           | DNF-4        |
| 55           | Liane Lippert (GER) (landevej) | 16.          |
| 56           | Lorena Wiebes (NED)            | DNF-7        |

| Canyon-SRAM Racing CSR | Canyon-SRAM Racing CSR     | Canyon-SRAM Racing CSR |
| ---------------------- | -------------------------- | ---------------------- |
| Nr.                    | Rytter                     | Placering              |
| 61                     | Katarzyna Niewiadoma (POL) | 3.                     |
| 62                     | Alena Amjaljusik           | 19.                    |
| 63                     | Elise Chabbey (SUI)        | 11.                    |
| 64                     | Tiffany Cromwell (AUS)     | 67.                    |
| 65                     | Soraya Paladin (ITA)       | 77.                    |
| 66                     | Pauliena Rooijakkers (NED) | 22.                    |

| UAE Team ADQ UAD | UAE Team ADQ UAD               | UAE Team ADQ UAD |
| ---------------- | ------------------------------ | ---------------- |
| Nr.              | Rytter                         | Placering        |
| 71               | Mavi García (ESP) (landevej)   | 10.              |
| 72               | Marta Bastianelli (ITA)        | 61.              |
| 73               | Urša Pintar (SLO)              | HD-2             |
| 74               | Maaike Boogaard (NED)          | 54.              |
| 75               | Eugenia Bujak (SLO) (landevej) | 103.             |
| 76               | Erica Magnaldi (ITA)           | 18.              |

| Team BikeExchange-Jayco BEX | Team BikeExchange-Jayco BEX | Team BikeExchange-Jayco BEX |
| --------------------------- | --------------------------- | --------------------------- |
| Nr.                         | Rytter                      | Placering                   |
| 81                          | Amanda Spratt (AUS)         | DNF-3                       |
| 82                          | Kristen Faulkner (USA)      | 40.                         |
| 83                          | Alexandra Manly (AUS)       | 41.                         |
| 84                          | Ruby Roseman-Gannon (AUS)   | 42.                         |
| 85                          | Ane Santesteban (ESP)       | 60.                         |
| 86                          | Urška Žigart (SLO)          | 29.                         |

| Ceratizit-WNT Pro Cycling WNT | Ceratizit-WNT Pro Cycling WNT   | Ceratizit-WNT Pro Cycling WNT |
| ----------------------------- | ------------------------------- | ----------------------------- |
| Nr.                           | Rytter                          | Placering                     |
| 91                            | Lisa Brennauer (GER)            | 58.                           |
| 92                            | Sandra Alonso (ESP)             | 44.                           |
| 93                            | Laura Asencio (FRA)             | 57.                           |
| 94                            | Maria Giulia Confalonieri (ITA) | 75.                           |
| 95                            | Marta Lach (POL)                | DNF-6                         |
| 96                            | Kathrin Schweinberger (AUT)     | 99.                           |

| Valcar-Travel & Service VAL | Valcar-Travel & Service VAL | Valcar-Travel & Service VAL |
| --------------------------- | --------------------------- | --------------------------- |
| Nr.                         | Rytter                      | Placering                   |
| 101                         | Olivia Baril (CAN)          | 104.                        |
| 102                         | Alice Maria Arzuffi (ITA)   | 64.                         |
| 103                         | Eleonora Gasparrini (ITA)   | DNF-6                       |
| 104                         | Silvia Persico (ITA)        | 5.                          |
| 105                         | Ilaria Sanguineti (ITA)     | 90.                         |
| 106                         | Margaux Vigie (FRA)         | HD-7                        |

| Cofidis COF | Cofidis COF            | Cofidis COF |
| ----------- | ---------------------- | ----------- |
| Nr.         | Rytter                 | Placering   |
| 111         | Rachel Neylan (AUS)    | 28.         |
| 112         | Martina Alzini (ITA)   | DNF-6       |
| 113         | Victoire Berteau (FRA) | 68.         |
| 114         | Alana Castrique (BEL)  | DNF-1       |
| 115         | Valentine Fortin (FRA) | 88.         |
| 116         | Sandra Levenez (FRA)   | 89.         |

| Liv Racing Xstra LIV | Liv Racing Xstra LIV    | Liv Racing Xstra LIV |
| -------------------- | ----------------------- | -------------------- |
| Nr.                  | Rytter                  | Placering            |
| 121                  | Jeanne Korevaar (NED)   | 31.                  |
| 122                  | Rachele Barbieri (ITA)  | DNF-7                |
| 123                  | Thalita de Jong (NED)   | 69.                  |
| 124                  | Valerie Demey (BEL)     | 48.                  |
| 125                  | Silke Smulders (NED)    | 79.                  |
| 126                  | Sabrina Stultiens (NED) | 86.                  |

| EF Education-TIBCO-SVB TIB | EF Education-TIBCO-SVB TIB    | EF Education-TIBCO-SVB TIB |
| -------------------------- | ----------------------------- | -------------------------- |
| Nr.                        | Rytter                        | Placering                  |
| 131                        | Veronica Ewers (USA)          | 9.                         |
| 132                        | Letizia Borghesi (ITA)        | DNF-7                      |
| 133                        | Kristabel Doebel-Hickok (USA) | 34.                        |
| 134                        | Kathrin Hammes (GER)          | 65.                        |
| 135                        | Emily Newsom (USA)            | HD-7                       |
| 136                        | Magdeleine Vallieres (CAN)    | 66.                        |

| Plantur-Pura PLP | Plantur-Pura PLP                         | Plantur-Pura PLP |
| ---------------- | ---------------------------------------- | ---------------- |
| Nr.              | Rytter                                   | Placering        |
| 141              | Julie de Wilde (BEL)                     | 46.              |
| 142              | Sanne Cant (BEL)                         | 62.              |
| 143              | Kim de Baat (BEL) (landevej)             | 109.             |
| 144              | Yara Kastelijn (NED)                     | 13.              |
| 145              | Christina Schweinberger (AUT) (landevej) | 80.              |
| 146              | Laura Süßemilch (GER)                    | DNF-2            |

| Le Col-Wahoo DRP | Le Col-Wahoo DRP              | Le Col-Wahoo DRP |
| ---------------- | ----------------------------- | ---------------- |
| Nr.              | Rytter                        | Placering        |
| 151              | Elizabeth Holden (GBR)        | 36.              |
| 152              | Eva van Agt (NED)             | 52.              |
| 153              | Maike van der Duin (NED)      | 84.              |
| 154              | Marjolein van 't Geloof (NED) | DNF-6            |
| 155              | Jesse Vandenbulcke (BEL)      | 83.              |
| 156              | Gladys Verhulst (FRA)         | DNF-7            |

| Parkhotel Valkenburg PHV | Parkhotel Valkenburg PHV      | Parkhotel Valkenburg PHV |
| ------------------------ | ----------------------------- | ------------------------ |
| Nr.                      | Rytter                        | Placering                |
| 161                      | Femke Gerritse (NED)          | 74.                      |
| 162                      | Mischa Bredewold (NED)        | 21.                      |
| 163                      | Nicole Frain (AUS) (landevej) | DNF-7                    |
| 164                      | Femke Markus (NED)            | 73.                      |
| 165                      | Quinty Schoens (NED)          | 56.                      |
| 166                      | Anne Van Rooijen (NED)        | DNF-7                    |

| AG Insurance NXTG AGI | AG Insurance NXTG AGI | AG Insurance NXTG AGI |
| --------------------- | --------------------- | --------------------- |
| Nr.                   | Rytter                | Placering             |
| 171                   | Julia Borgström (SWE) | 32.                   |
| 172                   | Anya Louw (AUS)       | 107.                  |
| 173                   | Gaia Masetti (ITA)    | DNF-2                 |
| 174                   | Lone Meertens (BEL)   | 102.                  |
| 175                   | Ilse Pluimers (NED)   | 93.                   |
| 176                   | Ally Wollaston (NZL)  | DNF-3                 |

| Arkéa Pro Cycling Team ARK | Arkéa Pro Cycling Team ARK | Arkéa Pro Cycling Team ARK |
| -------------------------- | -------------------------- | -------------------------- |
| Nr.                        | Rytter                     | Placering                  |
| 181                        | Morgane Coston (FRA)       | 45.                        |
| 182                        | Pauline Allin (FRA)        | 95.                        |
| 183                        | Julia Biryukova (UKR)      | HD-7                       |
| 184                        | Amandine Fouquenet (FRA)   | 76.                        |
| 185                        | Anaïs Morichon (FRA)       | HD-7                       |
| 186                        | Greta Richioud (FRA)       | 55.                        |

| Uno-X Pro Cycling Team UXT | Uno-X Pro Cycling Team UXT  | Uno-X Pro Cycling Team UXT |
| -------------------------- | --------------------------- | -------------------------- |
| Nr.                        | Rytter                      | Placering                  |
| 191                        | Joscelin Lowden (GBR)       | 47.                        |
| 192                        | Hannah Barnes (GBR)         | 100.                       |
| 193                        | Julie Leth (DEN)            | 81.                        |
| 194                        | Hannah Ludwig (GER)         | 106.                       |
| 195                        | Mie Bjørndal Ottestad (NOR) | 17.                        |
| 196                        | Anne Dorthe Ysland (NOR)    | 91.                        |

| Stade Rochelais Charente-Maritime CMW | Stade Rochelais Charente-Maritime CMW       | Stade Rochelais Charente-Maritime CMW |
| ------------------------------------- | ------------------------------------------- | ------------------------------------- |
| Nr.                                   | Rytter                                      | Placering                             |
| 201                                   | Séverine Eraud (FRA)                        | 51.                                   |
| 202                                   | Noémie Abgrall (FRA)                        | HD-3                                  |
| 203                                   | India Grangier (FRA)                        | HD-7                                  |
| 204                                   | Natalie Grinczer (GBR)                      | DNF-3                                 |
| 205                                   | Frances Janse van Rensburg (RSA) (landevej) | HD-3                                  |
| 206                                   | Maëva Squiban (FRA)                         | DNF-3                                 |

| St Michel-Auber 93 AUB | St Michel-Auber 93 AUB | St Michel-Auber 93 AUB |
| ---------------------- | ---------------------- | ---------------------- |
| Nr.                    | Rytter                 | Placering              |
| 211                    | Simone Boilard (CAN)   | 71.                    |
| 212                    | Alison Avoine (FRA)    | 108.                   |
| 213                    | Sandrine Bideau (FRA)  | 87.                    |
| 214                    | Coralie Demay (FRA)    | 24.                    |
| 215                    | Barbara Fonseca (FRA)  | 85.                    |
| 216                    | Margot Pompanon (FRA)  | 82.                    |

| Roland Cogeas-Edelweiss Squad CGS | Roland Cogeas-Edelweiss Squad CGS    | Roland Cogeas-Edelweiss Squad CGS |
| --------------------------------- | ------------------------------------ | --------------------------------- |
| Nr.                               | Rytter                               | Placering                         |
| 221                               | Tamara Dronova-Balabolina (landevej) | 15.                               |
| 222                               | Caroline Baur (SUI) (landevej)       | 92.                               |
| 223                               | Hannah Buch (GER)                    | DNF-3                             |
| 224                               | Rotem Gafinovitz (ISR)               | 101.                              |
| 225                               | Petra Stiasny (SUI)                  | HD-1                              |
| 226                               | Olga Sabelinskaja (UZB)              | 97.                               |

| Human Powered Health HPW | Human Powered Health HPW            | Human Powered Health HPW |
| ------------------------ | ----------------------------------- | ------------------------ |
| Nr.                      | Rytter                              | Placering                |
| 231                      | Henrietta Christie (NZL)            | 59.                      |
| 232                      | Nina Buysman (NED)                  | 25.                      |
| 233                      | Antri Christoforou (CYP) (landevej) | 70.                      |
| 234                      | Barbara Malcotti (ITA)              | DQ-5                     |
| 235                      | Marit Raaijmakers (NED)             | 63.                      |
| 236                      | Lily Williams (USA)                 | 98.                      |

| Trek-Segafredo TFS | Trek-Segafredo TFS                   | Trek-Segafredo TFS |
| ------------------ | ------------------------------------ | ------------------ |
| Nr.                | Rytter                               | Placering          |
| 1                  | Elisa Balsamo (ITA) (landevej)       | 37.                |
| 2                  | Elisa Longo Borghini (ITA)           | 6.                 |
| 3                  | Audrey Cordon-Ragot (FRA) (landevej) | 78.                |
| 4                  | Leah Thomas (USA)                    | 53.                |
| 5                  | Shirin van Anrooij (NED)             | 14.                |
| 6                  | Ellen van Dijk (NED) (landevej)      | 30.                |

| Movistar Team MOV | Movistar Team MOV          | Movistar Team MOV |
| ----------------- | -------------------------- | ----------------- |
| Nr.               | Rytter                     | Placering         |
| 11                | Annemiek van Vleuten (NED) | 1.                |
| 12                | Aude Biannic (FRA)         | 94.               |
| 13                | Sheyla Gutiérrez (ESP)     | 96.               |
| 14                | Emma Norsgaard (DEN)       | DNF-5             |
| 15                | Paula Patiño (COL)         | 23.               |
| 16                | Arlenis Sierra (CUB)       | 27.               |

| SD Worx SDW | SD Worx SDW                        | SD Worx SDW |
| ----------- | ---------------------------------- | ----------- |
| Nr.         | Rytter                             | Placering   |
| 21          | Demi Vollering (NED)               | 2.          |
| 22          | Lotte Kopecky (BEL)                | 38.         |
| 23          | Christine Majerus (LUX) (landevej) | 72.         |
| 24          | Ashleigh Moolman-Pasio (RSA)       | DNF-8       |
| 25          | Marlen Reusser (SUI)               | DNF-7       |
| 26          | Chantal van den Broek-Blaak (NED)  | 49.         |

| FDJ-Suez-Futuroscope FSF | FDJ-Suez-Futuroscope FSF               | FDJ-Suez-Futuroscope FSF |
| ------------------------ | -------------------------------------- | ------------------------ |
| Nr.                      | Rytter                                 | Placering                |
| 31                       | Cecilie Uttrup Ludwig (DEN) (landevej) | 7.                       |
| 32                       | Grace Brown (AUS)                      | 20.                      |
| 33                       | Marta Cavalli (ITA)                    | DNF-2                    |
| 34                       | Vittoria Guazzini (ITA)                | 39.                      |
| 35                       | Marie Le Net (FRA)                     | 43.                      |
| 36                       | Évita Muzic (FRA)                      | 8.                       |

| Team Jumbo-Visma TJV | Team Jumbo-Visma TJV             | Team Jumbo-Visma TJV |
| -------------------- | -------------------------------- | -------------------- |
| Nr.                  | Rytter                           | Placering            |
| 41                   | Marianne Vos (NED)               | 26.                  |
| 42                   | Anna Henderson (GBR)             | DNF-8                |
| 43                   | Riejanne Markus (NED) (landevej) |                      |
| 44                   | Romy Kasper (GER)                | 12.                  |
| 45                   | Noemi Rüegg (SUI)                | 105.                 |
| 46                   | Karlijn Swinkels (NED)           | 33.                  |

| Team DSM DSM | Team DSM DSM                   | Team DSM DSM |
| ------------ | ------------------------------ | ------------ |
| Nr.          | Rytter                         | Placering    |
| 51           | Juliette Labous (FRA)          | 4.           |
| 52           | Georgi Pfeiffer (GBR)          | 50.          |
| 53           | Franziska Koch (GER)           | HD-7         |
| 54           | Charlotte Kool (NED)           | DNF-4        |
| 55           | Liane Lippert (GER) (landevej) | 16.          |
| 56           | Lorena Wiebes (NED)            | DNF-7        |

| Canyon-SRAM Racing CSR | Canyon-SRAM Racing CSR     | Canyon-SRAM Racing CSR |
| ---------------------- | -------------------------- | ---------------------- |
| Nr.                    | Rytter                     | Placering              |
| 61                     | Katarzyna Niewiadoma (POL) | 3.                     |
| 62                     | Alena Amjaljusik           | 19.                    |
| 63                     | Elise Chabbey (SUI)        | 11.                    |
| 64                     | Tiffany Cromwell (AUS)     | 67.                    |
| 65                     | Soraya Paladin (ITA)       | 77.                    |
| 66                     | Pauliena Rooijakkers (NED) | 22.                    |

| UAE Team ADQ UAD | UAE Team ADQ UAD               | UAE Team ADQ UAD |
| ---------------- | ------------------------------ | ---------------- |
| Nr.              | Rytter                         | Placering        |
| 71               | Mavi García (ESP) (landevej)   | 10.              |
| 72               | Marta Bastianelli (ITA)        | 61.              |
| 73               | Urša Pintar (SLO)              | HD-2             |
| 74               | Maaike Boogaard (NED)          | 54.              |
| 75               | Eugenia Bujak (SLO) (landevej) | 103.             |
| 76               | Erica Magnaldi (ITA)           | 18.              |

| Team BikeExchange-Jayco BEX | Team BikeExchange-Jayco BEX | Team BikeExchange-Jayco BEX |
| --------------------------- | --------------------------- | --------------------------- |
| Nr.                         | Rytter                      | Placering                   |
| 81                          | Amanda Spratt (AUS)         | DNF-3                       |
| 82                          | Kristen Faulkner (USA)      | 40.                         |
| 83                          | Alexandra Manly (AUS)       | 41.                         |
| 84                          | Ruby Roseman-Gannon (AUS)   | 42.                         |
| 85                          | Ane Santesteban (ESP)       | 60.                         |
| 86                          | Urška Žigart (SLO)          | 29.                         |

| Ceratizit-WNT Pro Cycling WNT | Ceratizit-WNT Pro Cycling WNT   | Ceratizit-WNT Pro Cycling WNT |
| ----------------------------- | ------------------------------- | ----------------------------- |
| Nr.                           | Rytter                          | Placering                     |
| 91                            | Lisa Brennauer (GER)            | 58.                           |
| 92                            | Sandra Alonso (ESP)             | 44.                           |
| 93                            | Laura Asencio (FRA)             | 57.                           |
| 94                            | Maria Giulia Confalonieri (ITA) | 75.                           |
| 95                            | Marta Lach (POL)                | DNF-6                         |
| 96                            | Kathrin Schweinberger (AUT)     | 99.                           |

| Valcar-Travel & Service VAL | Valcar-Travel & Service VAL | Valcar-Travel & Service VAL |
| --------------------------- | --------------------------- | --------------------------- |
| Nr.                         | Rytter                      | Placering                   |
| 101                         | Olivia Baril (CAN)          | 104.                        |
| 102                         | Alice Maria Arzuffi (ITA)   | 64.                         |
| 103                         | Eleonora Gasparrini (ITA)   | DNF-6                       |
| 104                         | Silvia Persico (ITA)        | 5.                          |
| 105                         | Ilaria Sanguineti (ITA)     | 90.                         |
| 106                         | Margaux Vigie (FRA)         | HD-7                        |

| Cofidis COF | Cofidis COF            | Cofidis COF |
| ----------- | ---------------------- | ----------- |
| Nr.         | Rytter                 | Placering   |
| 111         | Rachel Neylan (AUS)    | 28.         |
| 112         | Martina Alzini (ITA)   | DNF-6       |
| 113         | Victoire Berteau (FRA) | 68.         |
| 114         | Alana Castrique (BEL)  | DNF-1       |
| 115         | Valentine Fortin (FRA) | 88.         |
| 116         | Sandra Levenez (FRA)   | 89.         |

| Liv Racing Xstra LIV | Liv Racing Xstra LIV    | Liv Racing Xstra LIV |
| -------------------- | ----------------------- | -------------------- |
| Nr.                  | Rytter                  | Placering            |
| 121                  | Jeanne Korevaar (NED)   | 31.                  |
| 122                  | Rachele Barbieri (ITA)  | DNF-7                |
| 123                  | Thalita de Jong (NED)   | 69.                  |
| 124                  | Valerie Demey (BEL)     | 48.                  |
| 125                  | Silke Smulders (NED)    | 79.                  |
| 126                  | Sabrina Stultiens (NED) | 86.                  |

| EF Education-TIBCO-SVB TIB | EF Education-TIBCO-SVB TIB    | EF Education-TIBCO-SVB TIB |
| -------------------------- | ----------------------------- | -------------------------- |
| Nr.                        | Rytter                        | Placering                  |
| 131                        | Veronica Ewers (USA)          | 9.                         |
| 132                        | Letizia Borghesi (ITA)        | DNF-7                      |
| 133                        | Kristabel Doebel-Hickok (USA) | 34.                        |
| 134                        | Kathrin Hammes (GER)          | 65.                        |
| 135                        | Emily Newsom (USA)            | HD-7                       |
| 136                        | Magdeleine Vallieres (CAN)    | 66.                        |

| Plantur-Pura PLP | Plantur-Pura PLP                         | Plantur-Pura PLP |
| ---------------- | ---------------------------------------- | ---------------- |
| Nr.              | Rytter                                   | Placering        |
| 141              | Julie de Wilde (BEL)                     | 46.              |
| 142              | Sanne Cant (BEL)                         | 62.              |
| 143              | Kim de Baat (BEL) (landevej)             | 109.             |
| 144              | Yara Kastelijn (NED)                     | 13.              |
| 145              | Christina Schweinberger (AUT) (landevej) | 80.              |
| 146              | Laura Süßemilch (GER)                    | DNF-2            |

| Le Col-Wahoo DRP | Le Col-Wahoo DRP              | Le Col-Wahoo DRP |
| ---------------- | ----------------------------- | ---------------- |
| Nr.              | Rytter                        | Placering        |
| 151              | Elizabeth Holden (GBR)        | 36.              |
| 152              | Eva van Agt (NED)             | 52.              |
| 153              | Maike van der Duin (NED)      | 84.              |
| 154              | Marjolein van 't Geloof (NED) | DNF-6            |
| 155              | Jesse Vandenbulcke (BEL)      | 83.              |
| 156              | Gladys Verhulst (FRA)         | DNF-7            |

| Parkhotel Valkenburg PHV | Parkhotel Valkenburg PHV      | Parkhotel Valkenburg PHV |
| ------------------------ | ----------------------------- | ------------------------ |
| Nr.                      | Rytter                        | Placering                |
| 161                      | Femke Gerritse (NED)          | 74.                      |
| 162                      | Mischa Bredewold (NED)        | 21.                      |
| 163                      | Nicole Frain (AUS) (landevej) | DNF-7                    |
| 164                      | Femke Markus (NED)            | 73.                      |
| 165                      | Quinty Schoens (NED)          | 56.                      |
| 166                      | Anne Van Rooijen (NED)        | DNF-7                    |

| AG Insurance NXTG AGI | AG Insurance NXTG AGI | AG Insurance NXTG AGI |
| --------------------- | --------------------- | --------------------- |
| Nr.                   | Rytter                | Placering             |
| 171                   | Julia Borgström (SWE) | 32.                   |
| 172                   | Anya Louw (AUS)       | 107.                  |
| 173                   | Gaia Masetti (ITA)    | DNF-2                 |
| 174                   | Lone Meertens (BEL)   | 102.                  |
| 175                   | Ilse Pluimers (NED)   | 93.                   |
| 176                   | Ally Wollaston (NZL)  | DNF-3                 |

| Arkéa Pro Cycling Team ARK | Arkéa Pro Cycling Team ARK | Arkéa Pro Cycling Team ARK |
| -------------------------- | -------------------------- | -------------------------- |
| Nr.                        | Rytter                     | Placering                  |
| 181                        | Morgane Coston (FRA)       | 45.                        |
| 182                        | Pauline Allin (FRA)        | 95.                        |
| 183                        | Julia Biryukova (UKR)      | HD-7                       |
| 184                        | Amandine Fouquenet (FRA)   | 76.                        |
| 185                        | Anaïs Morichon (FRA)       | HD-7                       |
| 186                        | Greta Richioud (FRA)       | 55.                        |

| Uno-X Pro Cycling Team UXT | Uno-X Pro Cycling Team UXT  | Uno-X Pro Cycling Team UXT |
| -------------------------- | --------------------------- | -------------------------- |
| Nr.                        | Rytter                      | Placering                  |
| 191                        | Joscelin Lowden (GBR)       | 47.                        |
| 192                        | Hannah Barnes (GBR)         | 100.                       |
| 193                        | Julie Leth (DEN)            | 81.                        |
| 194                        | Hannah Ludwig (GER)         | 106.                       |
| 195                        | Mie Bjørndal Ottestad (NOR) | 17.                        |
| 196                        | Anne Dorthe Ysland (NOR)    | 91.                        |

| Stade Rochelais Charente-Maritime CMW | Stade Rochelais Charente-Maritime CMW       | Stade Rochelais Charente-Maritime CMW |
| ------------------------------------- | ------------------------------------------- | ------------------------------------- |
| Nr.                                   | Rytter                                      | Placering                             |
| 201                                   | Séverine Eraud (FRA)                        | 51.                                   |
| 202                                   | Noémie Abgrall (FRA)                        | HD-3                                  |
| 203                                   | India Grangier (FRA)                        | HD-7                                  |
| 204                                   | Natalie Grinczer (GBR)                      | DNF-3                                 |
| 205                                   | Frances Janse van Rensburg (RSA) (landevej) | HD-3                                  |
| 206                                   | Maëva Squiban (FRA)                         | DNF-3                                 |

| St Michel-Auber 93 AUB | St Michel-Auber 93 AUB | St Michel-Auber 93 AUB |
| ---------------------- | ---------------------- | ---------------------- |
| Nr.                    | Rytter                 | Placering              |
| 211                    | Simone Boilard (CAN)   | 71.                    |
| 212                    | Alison Avoine (FRA)    | 108.                   |
| 213                    | Sandrine Bideau (FRA)  | 87.                    |
| 214                    | Coralie Demay (FRA)    | 24.                    |
| 215                    | Barbara Fonseca (FRA)  | 85.                    |
| 216                    | Margot Pompanon (FRA)  | 82.                    |

| Roland Cogeas-Edelweiss Squad CGS | Roland Cogeas-Edelweiss Squad CGS    | Roland Cogeas-Edelweiss Squad CGS |
| --------------------------------- | ------------------------------------ | --------------------------------- |
| Nr.                               | Rytter                               | Placering                         |
| 221                               | Tamara Dronova-Balabolina (landevej) | 15.                               |
| 222                               | Caroline Baur (SUI) (landevej)       | 92.                               |
| 223                               | Hannah Buch (GER)                    | DNF-3                             |
| 224                               | Rotem Gafinovitz (ISR)               | 101.                              |
| 225                               | Petra Stiasny (SUI)                  | HD-1                              |
| 226                               | Olga Sabelinskaja (UZB)              | 97.                               |

| Human Powered Health HPW | Human Powered Health HPW            | Human Powered Health HPW |
| ------------------------ | ----------------------------------- | ------------------------ |
| Nr.                      | Rytter                              | Placering                |
| 231                      | Henrietta Christie (NZL)            | 59.                      |
| 232                      | Nina Buysman (NED)                  | 25.                      |
| 233                      | Antri Christoforou (CYP) (landevej) | 70.                      |
| 234                      | Barbara Malcotti (ITA)              | DQ-5                     |
| 235                      | Marit Raaijmakers (NED)             | 63.                      |
| 236                      | Lily Williams (USA)                 | 98.                      |